# Ptosima chinensis
Ptosima chinensis es una especie de escarabajo joya del género Ptosima, de la subfamilia Polycestinae, orden Coleoptera.

## Distribución
Se distribuye por la ecozona del Paleártico.

## Taxonomía
Fue descrita por Marseul en 1867.